# Översvämning

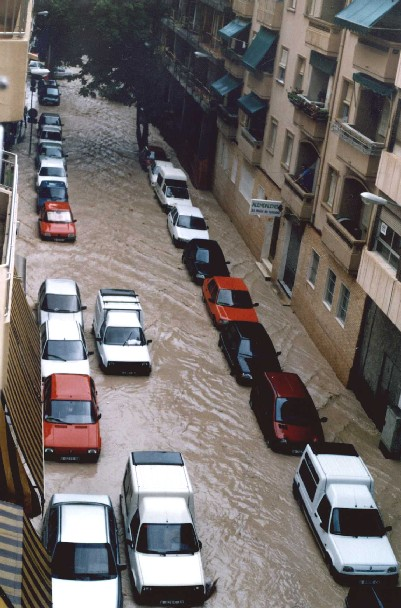
Översvämning i Alicante, 30 september 1997.

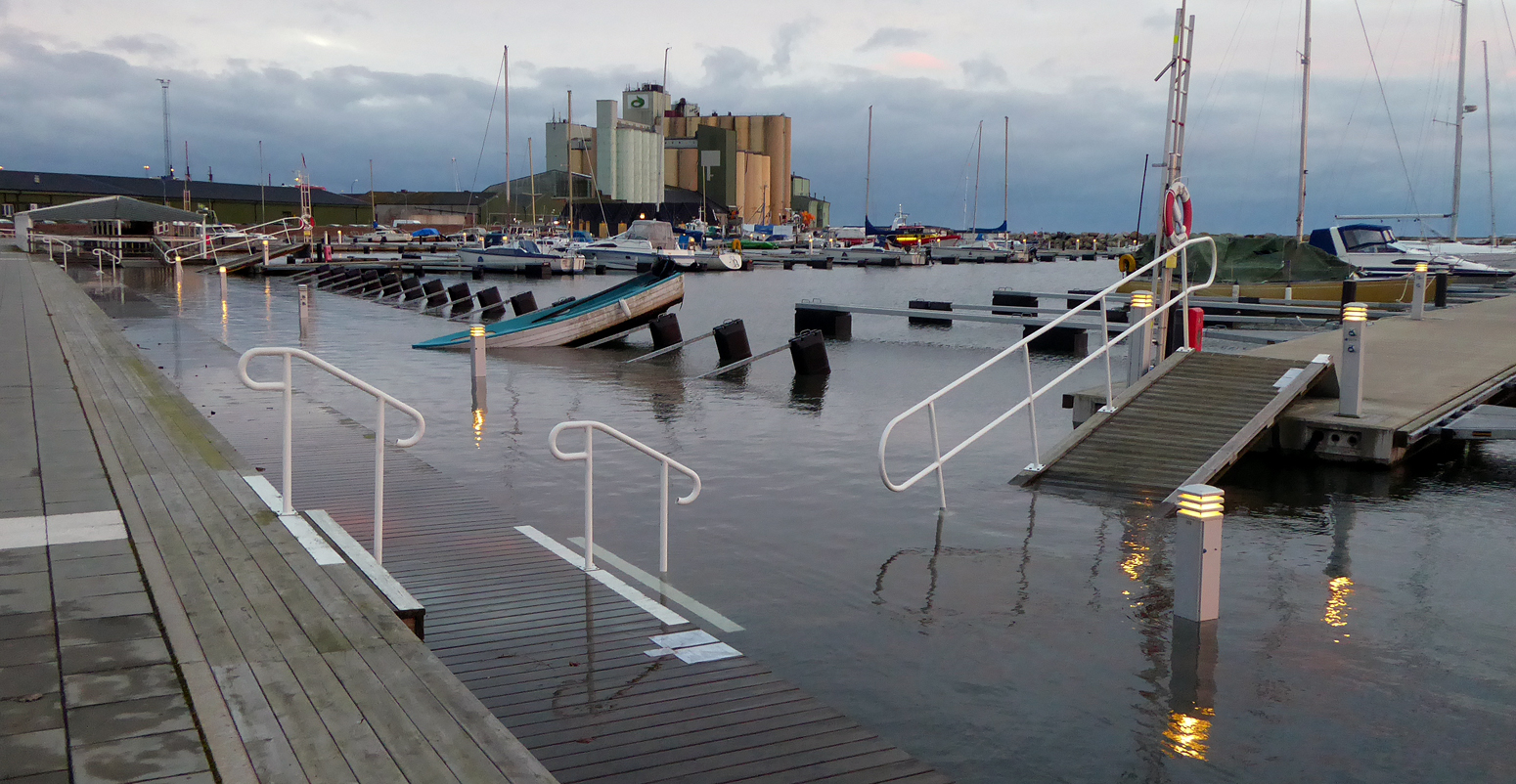
Den 4 jan 2017 steg vattnet i Ystads småbåtshamn med över en meter över normalnivå.

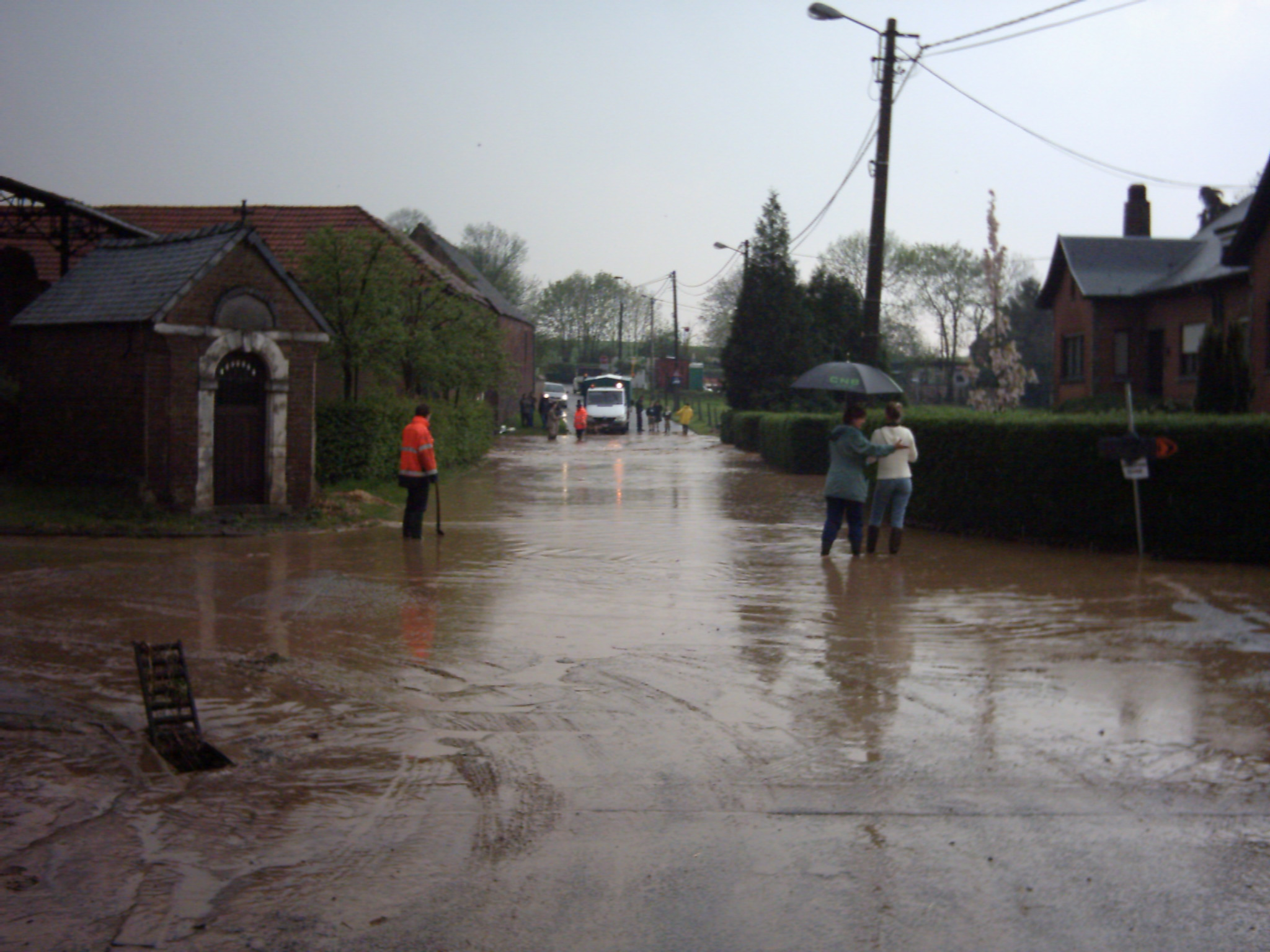
Översvämning i Chaumont-Gistoux, Belgien, 5 maj 2006.

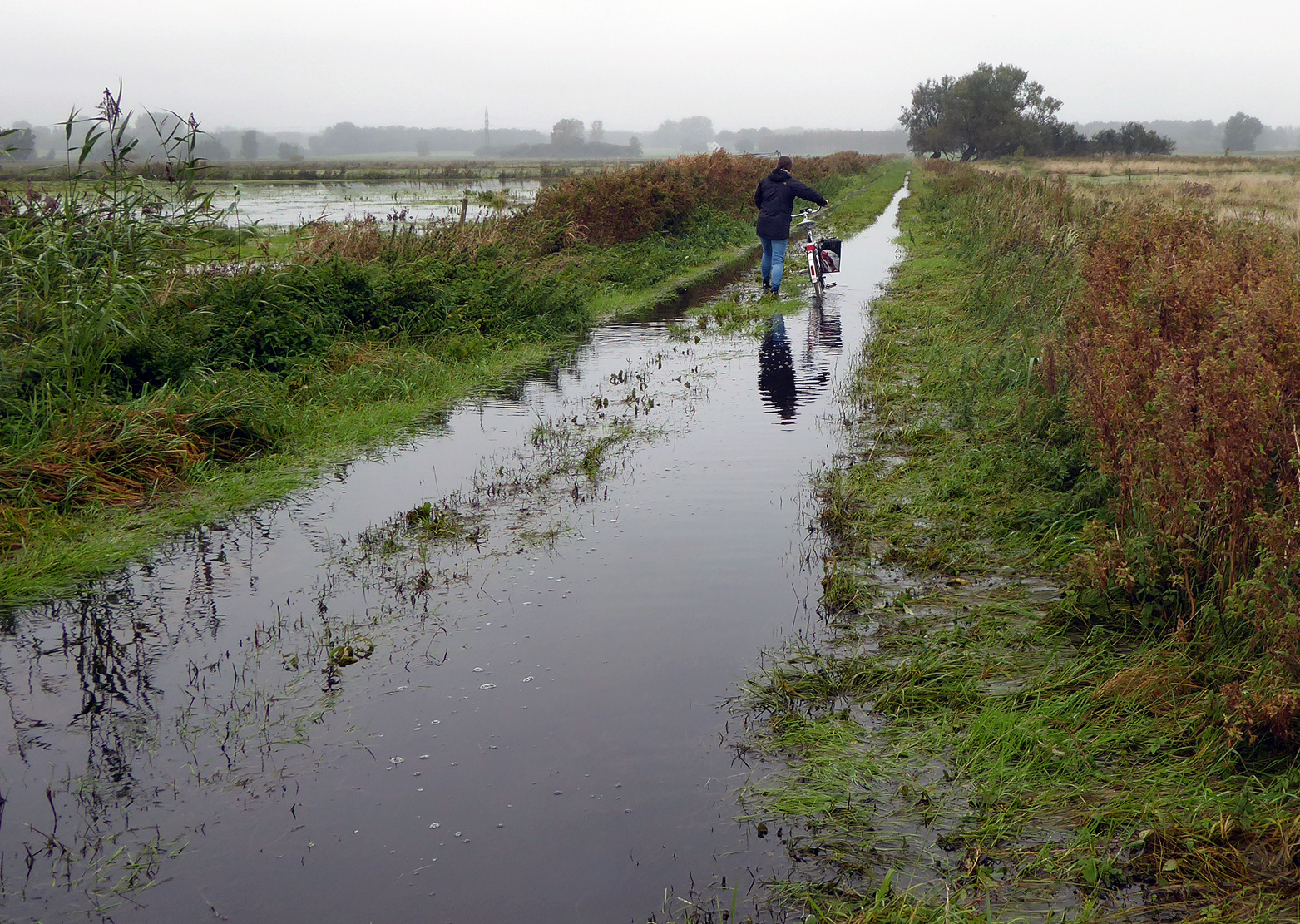
Översvämmad väg i Ystad 2017.

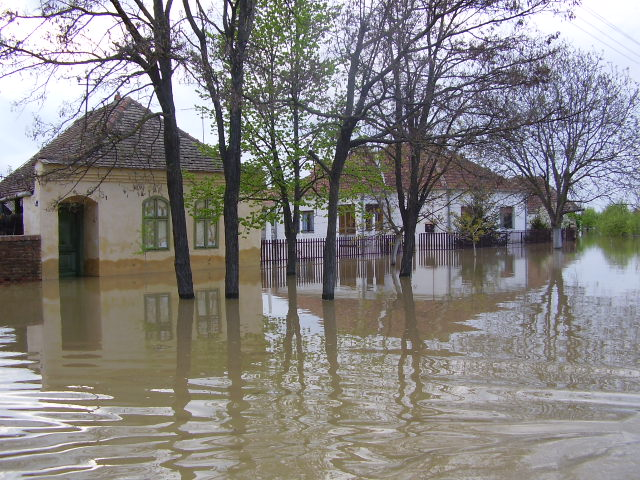
Översvämning i Jaša Tomić.

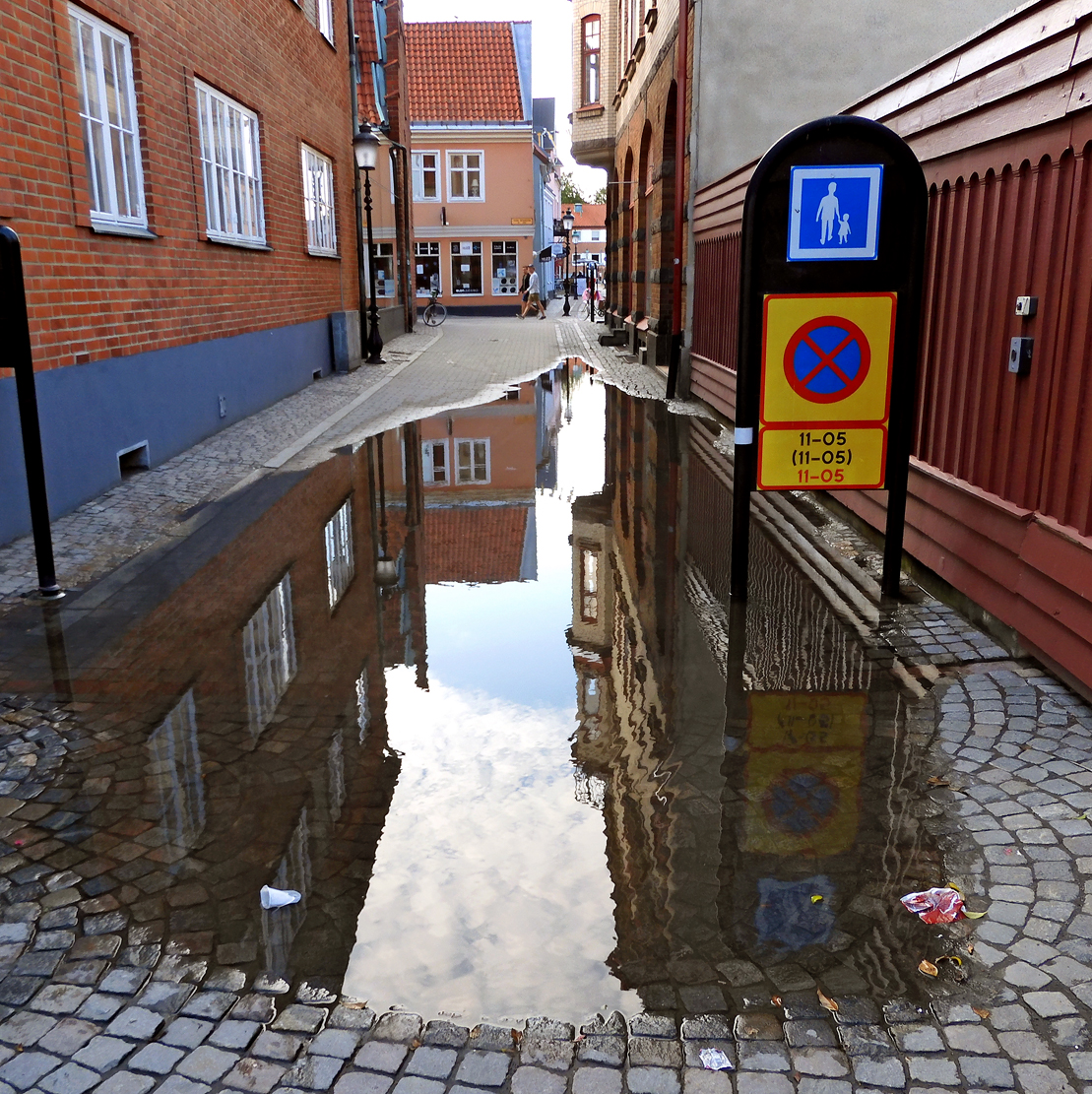
Vid stopp i dagvattenbrunnar uppstår det ofta mindre översvämningar efter kraftiga skyfall.

Översvämning innebär att ett markområde som vanligtvis är torrt, tillfälligt eller permanent, sätts under vatten, ofta som följd av händelser utanför människans omedelbara kontroll som exempelvis kraftigt regn.

## Orsaker

### Naturliga orsaker
Det är vanligt att naturkatastrofer föranleder översvämning. Dessa översvämningar brukar vara väldigt förödande, och kommer oftast i samband med kraftiga regnskurar, snösmältning, orkaner eller vulkanutbrott till havs. Gemensamt för alla är att marken inte hinner ta åt sig allt vatten som plötsligt kommer in över den. En välkänd översvämning inträffade i Nederländerna 1953 (Watersnood).
Även monsunregn kan orsaka katastrofala översvämningar i en del länder nära ekvatorn, till exempel Bangladesh. Tropiska cykloner har flera olika egenskaper som tillsammans kan orsaka förödande översvämningar, stormfloder. En är att lufttrycket kan minska kraftigt, så att havsytan stiger. Det har hänt att havet stigit så mycket som 8 meter i orkaners framkant, när de rört sig från land till hav. Även i stormens öga kan havsytan stiga några meter av denna orsak. Orkaner kan också vara förknippade med stora nederbördsmängder.

### Mänskliga orsaker
I det moderna samhället finns det stora arealer med hårdgjorda ytor, där regnvatten och smältvatten snabbt rinner bort, istället för att infiltrera marken. Detta gör att sjöar och vattendrag snabbt får motta stora mängder vatten efter en kraftig regnskur, varpå risken för snabba och stora översvämningar ökar kraftigt.
Även kalhuggning kan öka risken för översvämning längre ner i det hydrologiska systemet, då anvrinningen av överskottsvattnet sker betydligt fortare.
Vattnets naturliga flödesvariationer störs när man bygger dammar, dikar, rätar ut och vallar in vattendrag. Effekten blir att vattnet rinner snabbare ner till havet samtidigt som omgivningens förmåga att buffra höga flöden förstörs, vilket ökar risken för översvämningar längre ner i systemet. Dock är ju syftet med åtgärdena att minska risken för översvämningar på den aktuella platsen där åtgärdena utförs.
Även våra skyddsåtgärder såsom skyddsvallar kan förvärra en översvämning då vattnets naturliga flöden hindras. 
Överbefolkning är en bidragande orsak till översvämning. Hydrologiskt sett olämpliga marker används som grund för byggnader och odlingar, varpå dessa översvämmas med katastrofala följder för de drabbade människorna.

#### Avsiktliga översvämningar
Ibland orsakar människor avsiktligen översvämningar. Vid byggande av dammar för att generera elektricitet skapas ett magasin bakom dammen, som beroende på områdets topografi, drabbar olika stora arealer. Ett exempel på detta är De tre ravinernas damm i Kina där flera miljoner människor tvingats flytta för att ge plats för ett vattenmagasin. Våtmarksanläggningar är en annan typ av avsiktliga översvämningar där bland annat delar av åkrar läggs under vatten för att gynna fågelliv, och att en större biomassa ska minska övergödning från jordbruk. En tredje typ av avsiktlig översvämning är översvämningsbevattning där vatten leds att översvämma odlingar, exempelvis ris, detta är emellertid en ineffektiv metod som kan kväva eller "dränka" grödan.

## Metoder för att undvika översvämningar
Den kanske främsta metoden för att undvika översvämningar är att undvika känslig markanvändning på områden som sannolikt kommer uppleva översvämningar. Det finns flera sätt att skydda sig mot översvämning på en specifik plats. Dessa metoder omfattar invallningar, dikning och sänkningsföretag, regionalt används även översvämningsbarriärer. Här är det viktigt att göra en lämplig flödesdimensionering, som håller i många år. Många huskällare översvämmas på grund av en undermålig flödesdimensionering, som inte längre klarar dagens flödeskrav.

### Utjämningsmagasin
Även om det alltid är teoretiskt möjligt att förhindra alla översvämningar i ett avrinningsområde, så är det sällan praktiskt genomförbart (bland annat av kostnadsskäl). Istället försöker man koncentrera översvämningarna till specifika platser, som inte är så ekonomiskt värdefulla, genom att bygga så kallade utjämningsmagasin. Vid höga flöden hålls mycket vatten kvar i flödesmagasinen, för att förhindra översvämningar nedströms på mer ekonomiskt värdefull mark.

## Metoder för att minska konsekvenserna av en översvämning
När en översvämning väl har inträffat och metoderna ovan har fallerat så finns det vissa akuta åtgärder som kan vidtas. Det handlar framförallt om att bygga tillfälliga invallningar. Dessa invallningar kan bestå av 
- Sandsäckar, en personalkrävande metod som belastar marken med stora vikter vilket kan öka riskerna för jordskred. Samtidigt är det en billig metod.
- Fyllningsmaterial, är lätt att få tag i men ökar belastningen på marken och är känsligt för erosion.
- Olika specialbyggda vallar, exempelvis AquaBarrier (en ställning för pallar som kläs med plast), tubvallar (en plasttub blåses upp med en höjd på 1 m, på ena sidan ligger en plastmatta som trycks mot marken och tätar) eller Damlite (en korrugerad plåt som ställs som stöd för plast som trycks mot marken och tätar). Alla dessa är lätta att ställa på plats och fungerar bra men är dyra om man skall ha stora mängder.

### Sverige
Myndigheten för samhällsskydd och beredskap har idag flera förråd för översvämningsbarriärer, både de specialbyggda versioner och stora förråd av sandsäckar. Vissa kommuner och företag har även lager av sådana material.

### Asien
I Indien och Kina är tidigare flodområden landsbygdsområden som avsiktligt översvämmas i undantagslägen för att skydda städer.
Många har menat att saknaden av vegetation kommer att leda till en ökad översvämningsrisk. Med naturlig skog som täcker minskas översvämningstiden. Att minska skogsskövlingen skulle minska storleken av översvämningar.

## Uppstädningsaktiviteter
Uppstädningsaktiviteter efter en översvämning innebär ofta risker för de arbetare och volontärer som är inblandade i arbetet. Möjliga risker innefattar bland annat vatten som blandats med, och lett till översvämningar, avfallet i orena avlopp, elstötar, risk för kolmonoxidförgiftning, hypotermi eller värmeslag, skador orsakade av motorfordon, brand, drunkning, fall med efterföljande komplikationer samt exponering av farligt gods. Eftersom katastrofområdet efter en översvämning är osäkert kan de som återställer ordningen efteråt drabbas av vasst bråte, ellinor som ligger oskyddade i vattnet, samt biologiska hot såsom blod och andra kroppsvätskor från människor och djur, såväl som döda kroppar. Av ovan nämnda anledningar förses därför personalen med skyddshjälmar, skyddsglasögon, kraftiga arbetshandskar, flytvästar samt stövlar med tåhätta och inläggssulor.

## Ekologi
Ur ekologisk synvinkel fyller översvämningar viktiga funktioner för bland annat närings- och materialtransport. 
En annan ekologiskt viktig funktion är att översvämningar inducerar syrgasbrist, varpå låglandsväxter dominerar floran och höglandsväxterna ofta lyser med sin frånvaro. 
Översvämningar kan leda till stora problem för ekosystemet genom att substanser som varit bundna i jorden frigörs och pånytt sätts i rörelse.

## Historisk betydelse
Tack vare regelbundna översvämningar utvecklades tidiga högkulturer runt floder, till exempel faraonernas Egypten kring Nilen och Mesopotamien mellan Eufrat och Tigris. Man odlade marken kring floderna, som var mycket bördig av det slam som översvämningarna förde med sig. Tidvis stod dock odlingarna under vatten vilket är anledningen till att man börjar bygga dammar, dikar ut marken med mera, allt för att kontrollera floderna och slippa nackdelarna med översvämningarna.